# 인천동방초등학교
인천동방초등학교는 대한민국 인천광역시 남동구에 있는 공립 초등학교로, 2007년에 개교하였다.

## 학교 연혁
- 2007년 10월 2일 : 개교

## 참고 자료
- 인천동방초등학교 - 한국교육학술정보원 학교알리미